# Günter Warnecke (Meteorologe)
Günter Warnecke (* 28. Dezember 1929 in Braunschweig) ist ein deutscher Meteorologe und emeritierter Hochschullehrer.

## Leben
Günter Warnecke studierte von 1948 bis 1956 Meteorologie, Geophysik, Mathematik und Geologie an der Humboldt-Universität Berlin und der Freien Universität Berlin (FU). Hier promovierte er 1956 bei Richard Scherhag mit Ein Beitrag zur Aerologie der Arktischen Stratosphäre. 1963–1964 und 1966–1968 war er als Gastwissenschaftler am Goddard Space Flight Center in Greenbelt, Maryland (USA) und war so in die Auswertung der Daten der ersten Wettersatelliten eingebunden. Nach seiner Rückkehr habilitierte er sich 1969 an der FU Berlin und war hier von 1971 bis zu seiner Emeritierung 1995 Professor für Meteorologie. Ab 1983 hielt er auch Vorlesungen an der Technischen Universität Berlin für das Studienfach Technischer Umweltschutz.
Die von ihm bearbeiteten Forschungsthemen waren unter anderem Zirkulationen in der Stratosphäre und Mesosphäre, Fernerkundung der Atmosphäre, Ozeane und der Landmassen, Transportprozesse von Luftverschmutzung, Bildverarbeitung und -interpretation, dynamische Analyse von meteorologischen Videosequenzen, sowie die multimediale Integration von meteorologischen  Satellitendaten.

## Werke (Auswahl)
- Ein Beitrag zur Aerologie der Arktischen Stratosphäre. Dissertation, Freie Universität Berlin 1956, DNB 480094985.
- The first color picture of the Earth taken from the ATS-3 satellite. G. Warnecke and W.S. Sunderlin, Bulletin of the American Meteorological Society 49, 75 (1968), doi:10.1175/1520-0477-49.2.75.
- Remote sensing of ocean currents and sea surface temperature changes derived from the nimbus II satellite. G. Warnecke, L. J. Allison, L. M. McMillan, K.-H. Szekielda, J. Phys. Oceanogr. 1, 45 (1971), doi:10.1175/1520-0485(1971)001<0045:RSOOCA>2.0.CO;2
- Meteorologie und Umwelt. Lehrbuch, Springer Heidelberg, 2. Aufl. 1997, ISBN 978-3-642-59214-0 doi:10.1007/978-3-642-59214-0.

| Personendaten    | Personendaten                                          |
| ---------------- | ------------------------------------------------------ |
| NAME             | Warnecke, Günter                                       |
| KURZBESCHREIBUNG | deutscher Meteorologe und emeritierter Hochschullehrer |
| GEBURTSDATUM     | 28. Dezember 1929                                      |
| GEBURTSORT       | Braunschweig                                           |